# جغرافيا (أدب)
الجغرافيا هي طريقة للتحليل الأدبي والنظرية الأدبية التي تدمج دراسة الفضاء الجغرافي. يشير المصطلح إلى عدد من الممارسات الهامة المختلفة. في فرنسا، وضع برتراند ويستفال مفهوم الجيوكريتيك في العديد من الأعمال. في الولايات المتحدة، دافع روبرت تالي عن الجغرافيا باعتبارها ممارسة نقدية مناسبة لتحليل ما أسماه «رسم الخرائط الأدبية».

## الأصول
ظهرت بعض الكتابات الجيوقراطية الأولى بوضوح من الندوات التي نظمها ويستفال في جامعة ليموج. تشكل مقالة ويستفال التأسيسية، بيانًا للجيوقراطية. ولكن هناك أيضًا العديد من الأعمال التي تتناول موضوعات متشابهة وتستخدم طرقًا مماثلة يمكن اعتبارها جيووقراطية، حتى لو لم يتم استخدام مصطلح "الجغرافيا.

## نظرية
في نظرية ويستفال، تستند الجيوكريتية إلى ثلاثة مفاهيم نظرية: المكانية - الزمانية، التعدي، والمرجعية. تستند نظرية ويستفال، الجيوقراطية على ثلاثة مفاهيم نظرية: المكانية الزمانية، التعدي، والمرجعية.
فكرة أن المكان والزمان يشكلان سلسلة متصلة (الزمكان) هي مبدأ من مبادئ الفيزياء الحديثة. في مجال النظرية الأدبية، تعتبر الجغرافيا طريقة متعددة التخصصات للتحليل الأدبي لا تركز فقط على البيانات الزمنية مثل العلاقات بين حياة وأوقات المؤلف (كما في نقد السيرة الذاتية)، وتاريخ النص (كما في النقد النصي)، أو القصة (كما تمت دراستها بواسطة السرد)، ولكن أيضًا على البيانات المكانية. لذلك فإن للجغرافيا، والهندسة المعمارية، والدراسات الحضرية، وما إلى ذلك؛ كما أنه يرتبط بالمفاهيم الفلسفية مثل عدم التوطين.
بعد أعمال ميشيل فوكو، وجيل دولوز، وهنري لوفيفر، وميخائيل باختين، من بين آخرين، يعترف المقاربة الجيوقراطية للأدب بأن تمثيلات الفضاء غالبًا ما تكون تجاوزية، وتتخطى حدود القواعد المعمول بها بينما تعيد أيضًا إقامة علاقات جديدة بين الناس والأماكن والأشياء. لم يعد يُنظر إلى رسم الخرائط على أنه المقاطعة الحصرية للدولة أو الحكومة؛ بدلاً من ذلك، قد يكون وكلاء أو مجموعات مختلفة مسؤولين عن تمثيل المساحات الجغرافية في نفس الوقت وبتأثيرات مختلفة. لذلك، من الناحية العملية، فإن الجغرافيا متعددة البؤر، وتدرس مجموعة متنوعة من الموضوعات في وقت واحد، وبالتالي تميز نفسها عن الممارسات التي تركز على وجهة النظر الفردية للمسافر أو البطل.
تفترض الجغرافيا أيضًا مرجعية أدبية بين العالم والنص، أو بعبارة أخرى، بين المرجع وتمثيله. من خلال التشكيك في العلاقات بين طبيعة فضاء معين وحالته الموجودة بالفعل، يسمح النهج الجغرافي السياسي بدراسة الخيال الذي يشير أيضًا إلى نظرية العوالم المحتملة، كما يمكن رؤيته في العمل على الفضاء الثالث بواسطة الجغرافي الأمريكي إدوارد سوجا (ثيرد سبيس). يتضمن كتاب تالي «المكانية»، وهو مقدمة لدراسات المكانية في الأدب والنظرية النقدية، فصلاً عن الجغرافيا.

## الممارسات الحرجة
غالبًا ما يتضمن النقد الجغرافي دراسة الأماكن الموصوفة في الأدبيات من قبل مؤلفين مختلفين، ولكن يمكنه أيضًا دراسة تأثيرات التمثيلات الأدبية لمساحة معينة. يمكن العثور على مثال لمجموعة الممارسات الجيوقراطية في مجموعة استكشافات تالي الجيوقراطية: الفضاء والمكان ورسم الخرائط في الدراسات الأدبية والثقافية.
تستمد الجغرافيا بعض ممارساتها من السلائف التي ساعدت أعمالها النظرية في إنشاء الفضاء كموضوع صالح للتحليل الأدبي. على سبيل المثال، في شاعرية الفضاء وأماكن أخرى، درس غاستون باشيلارد الأعمال الأدبية لتطوير تصنيف للأماكن وفقًا لدلالاتها. لقد أضفت كتابات موريس بلانشو الشرعية على فكرة الفضاء الأدبي، وهو مكان خيالي لخلق العمل الأدبي. يمكن للمرء أيضًا أن ينظر إلى تطورات الدراسات الثقافية وخاصة دراسات ما بعد الاستعمار، مثل كتاب ريموند ويليامز "البلد والمدينة" أو الثقافة والإمبريالية لإدوارد سعيد، والتي توظف ما أسماه سعيد «التحقيق الجغرافي في التجربة التاريخية». يسلط مفهوم فريدريك جيمسون لرسم الخرائط المعرفية ومشاركته النظرية مع حالة ما بعد الحداثة الضوء أيضًا على أهمية التمثيل المكاني والإنتاج الجمالي، بما في ذلك الأدب والأفلام والعمارة والتصميم. في أطلس الرواية الأوروبية، 1800-1900، درس فرانكو موريتي انتشار المساحات الأدبية في أوروبا، مع التركيز على العلاقة المعقدة بين النص والفضاء. أصدر موريتي أيضًا نظرية للتاريخ الأدبي، أو الجغرافيا الأدبية، من شأنها أن تستخدم الخرائط لتسليط الضوء على روابط جديدة بين النصوص المدروسة ومساحاتها الاجتماعية. وفي دراسته لرسم الخرائط الأدبي لهيرمان ملفيل، قدم روبرت تالي مقاربة جغرافية سياسية لنصوص معينة.

### قراءات إضافية
- Bachelard, Gaston. The Poetics of Space. Trans. Maria Jolas. Boston: Beacon Press, 1969.
- Blanchot, Maurice. The Space of Literature. Trans. Ann Smock. Lincoln, NE: University of Nebraska Press, 1989.
- Foucault, Michel. "Of Other Spaces".
- Harvey, David. The Condition of Postmodernity. Oxford: Blackwell, 1989.
- Jameson, Fredric. Postmodernism, or, The Cultural Logic of Late Capitalism. Durham, NC: Duke University Press. 1991.
- Jameson, Fredric. The Geopolitical Aesthetic: Cinema and Space in the World System. Bloomington: Indiana University Press. 1992.
- Moretti, Franco. An Atlas of the European Novel, 1800-1900. London: Verso, 1998.
- Moretti, Franco. Graphs, Maps, Trees: Abstract Models for a Literary History. London: Verso, 2005.
- Said, Edward. Culture and Imperialism. New York: Knopf, 1993.
- Soja, Edward. Postmodern Geographies. London: Verso, 1989.
- Soja, Edward. Thirdspace: Journeys to Los Angeles and Other Real-and-Imagined Places. Oxford: Blackwell, 1996.
- Tally, Robert T. (ed.) Geocritical Explorations: Space, Place, and Mapping in Literary and Cultural Studies. New York: Palgrave Macmillan, 2011.
- Tally, Robert T. "Geocriticism and Classic American Literature." نسخة محفوظة 19 فبراير 2012 على موقع واي باك مشين.
- Tally, Robert T. Melville, Mapping and Globalization: Literary Cartography in the American Baroque Writer. London: Continuum Books, 2009.
- Tally, Robert T. Spatiality. The New Critical Idiom. London and New York: Routledge, 2013
- Tally, Robert T. Utopia in the Age of Globalization: Space, Representation, and the World System. New York: Palgrave Macmillan, 2013
- Wells-Lynn, Amy. "The Intertextual, Sexually-Coded Rue Jacob: A Geocritical Approach to Djuna Barnes, Natalie Barney, and Radclyffe Hall." South Central Review 22.3 (Fall 2005) 78-112.
- Westphal, Bertrand. Le Monde plausible, Espace, Lieu, Carte, Paris, Éditions de Minuit, 2011.
- Westphal, Bertrand. Flabbi, Lorenzo. Espaces, tourismes, esthétiques, Limoges, Pulim, 2010.
- Westphal, Bertrand. Geocriticism: Real and Fictional Spaces, trans. Robert T. Tally Jr. New York: Palgrave Macmillan, 2011.
- Westphal, Bertrand. La Géocritique, Réel, Fiction, Espace, Paris, Éditions de Minuit, 2007.
- Westphal, Bertrand. Bertrand Westphal, Pour une approche géocritique des textes. Vox Poetica, 2005.